# NGC 1195
NGC 1195 is een elliptisch sterrenstelsel in het sterrenbeeld Eridanus. Het hemelobject werd op 8 januari 1877 ontdekt door de Deens-Ierse astronoom Johan Dreyer.

## Synoniemen
- PGC 11517
- MCG -2-8-42A
- NPM1G -12.0111